# U3 (München)
U3 is een metrolijn, onderdeel van de metro van München, in de Duitse stad München. 

## Stations
| Station                     | Overstappunt | Foto * | Type                         | Geopend          | Ligging                        | Wijk                                  |
| --------------------------- | ------------ | ------ | ---------------------------- | ---------------- | ------------------------------ | ------------------------------------- |
| Moosach                     |              | 400 !  | kuip                         | 11 december 2010 | 48° 10′ 49″ NB, 11° 30′ 26″ OL | Moosach                               |
| Moosacher St.-Martins-Platz |              | 410 !  | kuip                         | 11 december 2010 | 48° 10′ 55″ NB, 11° 31′ 7″ OL  | Moosach                               |
| Olympia-Einkaufszentrum     |              | 420 !  | kuip                         | 31 oktober 2004  | 48° 10′ 56″ NB, 11° 31′ 48″ OL | Moosach                               |
| Oberwiesenfeld              |              | 430 !  | kuip                         | 28 oktober 2007  | 48° 11′ 10″ NB, 11° 32′ 39″ OL | Milbertshofen                         |
| Olympiazentrum              |              | 440 !  | kuip                         | 8 mei 1972       | 48° 10′ 49″ NB, 11° 33′ 20″ OL | Milbertshofen                         |
| Petuelring                  |              | 450 !  | ondiep gelegen zuilenstation | 8 mei 1972       | 48° 10′ 33″ NB, 11° 33′ 57″ OL | Milbertshofen Schwabing-West          |
| Scheidplatz                 |              | 460 !  | ondiep gelegen zuilenstation | 8 mei 1972       | 48° 10′ 17″ NB, 11° 34′ 24″ OL | Schwabing-West                        |
| Bonner Platz                |              | 470 !  | ondiep gelegen zuilenstation | 8 mei 1972       | 48° 10′ 0″ NB, 11° 34′ 44″ OL  | Schwabing-West                        |
| Münchner Freiheit           |              | 580 !  | ondiep gelegen zuilenstation | 19 oktober 1971  | 48° 09′ 40″ NB, 11° 35′ 10″ OL | Schwabing                             |
| Giselastraße                |              | 590 !  | ondiep gelegen zuilenstation | 19 oktober 1971  | 48° 09′ 25″ NB, 11° 35′ 4″ OL  | Schwabing                             |
| Universität                 |              | 600 !  | ondiep gelegen zuilenstation | 19 oktober 1971  | 48° 09′ 2″ NB, 11° 34′ 52″ OL  | Maxvorstadt                           |
| Odeonsplatz                 |              | 775 !  | ondiep gelegen zuilenstation | 19 oktober 1971  | 48° 08′ 46″ NB, 11° 34′ 45″ OL | Altstadt Maxvorstadt                  |
| Marienplatz                 |              | 790 !  | dubbelgewelfdstation         | 19 oktober 1971  | 48° 08′ 15″ NB, 11° 34′ 31″ OL | Altstadt                              |
| Sendlinger Tor              |              | 800 !  | ondiep gelegen zuilenstation | 19 oktober 1971  | 48° 08′ 0″ NB, 11° 34′ 0″ OL   | Altstadt Isarvorstadt Ludwigsvorstadt |
| Goetheplatz                 |              | 810 !  | ondiep gelegen zuilenstation | 19 oktober 1971  | 48° 07′ 47″ NB, 11° 33′ 32″ OL | Isarvorstadt Ludwigsvorstadt          |
| Poccistraße                 |              | 820 !  | ondiep gelegen zuilenstation | 28 mei 1978      | 48° 07′ 32″ NB, 11° 33′ 1″ OL  | Isarvorstadt Ludwigsvorstadt          |
| Implerstraße                |              | 830 !  | dubbelgewelfdstation         | 22 november 1975 | 48° 07′ 10″ NB, 11° 32′ 54″ OL | Sendling                              |
| Brudermühlstraße            |              | 1000 ! | kuip                         | 28 oktober 1989  | 48° 06′ 43″ NB, 11° 32′ 56″ OL | Sendling                              |
| Thalkirchen                 |              | 1010 ! | kuip                         | 28 oktober 1989  | 48° 06′ 7″ NB, 11° 32′ 47″ OL  | Thalkirchen                           |
| Obersendling                |              | 1020 ! | kuip                         | 28 oktober 1989  | 48° 05′ 54″ NB, 11° 32′ 11″ OL | Obersendling Thalkirchen              |
| Aidenbachstraße             |              | 1030 ! | ondiep gelegen zuilenstation | 28 oktober 1989  | 48° 05′ 52″ NB, 11° 31′ 31″ OL | Obersendling                          |
| Machtlfinger Straße         |              | 1040 ! | kuip                         | 28 oktober 1989  | 48° 05′ 50″ NB, 11° 30′ 53″ OL | Obersendling                          |
| Forstenrieder Allee         |              | 1050 ! | ondiep gelegen zuilenstation | 28 oktober 1989  | 48° 05′ 42″ NB, 11° 29′ 57″ OL | Forstenried                           |
| Basler Straße               |              | 1060 ! | kuip                         | 1 juni 1991      | 48° 05′ 28″ NB, 11° 29′ 30″ OL | Forstenried                           |
| Fürstenried West            |              | 1070 ! | enkelgewelfdstation          | 1 juni 1991      | 48° 05′ 18″ NB, 11° 28′ 51″ OL | Fürstenried                           |

- De sorteerwaarde van de foto is de ligging langs de lijn